# Bergen-op-Zoom War Cemetery
Bergen-op-Zoom War Cemetery is een militaire begraafplaats in Bergen op Zoom. Het grootste gedeelte van de (overwegend Britse) gesneuvelden die hier begraven liggen, zijn omgekomen tijdens de gevechten rondom de Schelde eind 1944 en bij de bevrijding van het zuidwesten van  Nederland. De begraafplaats telt 1284 graven en herdachte slachtoffers, waarvan 1189 geïdentificeerde.
De inrichting van Britse erevelden is uniform in alle landen waar de Commonwealth War Graves Commission verantwoordelijk is voor het onderhoud van de oorlogsgraven.
De Bergen-op-Zoom Canadian War Cemetery grenst aan de Britse begraafplaats.